# Équipe de Suisse masculine de handball au Championnat du monde 2021
Cet article relate le parcours de l'équipe de Suisse masculine de handball lors du Championnat du monde 2021 qui a lieu en Égypte en janvier 2021. Il s'agit de la onzième participation de la Suisse aux Championnats du monde.

## Présentation

### Qualification
La Suisse est invitée à la suite du forfait des États-Unis.

## Résultats

### Tour préliminaire
|   | Équipe   | Pts | J | G | N | P | Bp | Bc  | Diff |
| - | -------- | --- | - | - | - | - | -- | --- | ---- |
| 1 | France   | 6   | 3 | 3 | 0 | 0 | 88 | 76  | 12   |
| 2 | Norvège  | 4   | 3 | 2 | 0 | 1 | 93 | 82  | 11   |
| 3 | Suisse   | 2   | 3 | 1 | 0 | 2 | 77 | 81  | -4   |
| 4 | Autriche | 0   | 3 | 0 | 0 | 3 | 82 | 101 | -19  |

| 14 janvier 2021 19h00 | Autriche       | 25 – 28   | Suisse        | Handball Hall, Ville du 6 Octobre Arbitrage : Majid Kolahdouzan et Mousavian |
| 14 janvier 2021 19h00 | Robert Weber 7 | (13 – 13) | Andy Schmid 7 | Handball Hall, Ville du 6 Octobre Arbitrage : Majid Kolahdouzan et Mousavian |
| 14 janvier 2021 19h00 | ×1 ×7 ×1       | Rapport   | ×1 ×4         | Handball Hall, Ville du 6 Octobre Arbitrage : Majid Kolahdouzan et Mousavian |

| 16 janvier 2021 21h30 | Suisse                      | 25 – 31   | Norvège           | Handball Hall, Ville du 6 Octobre Arbitrage : Matija Gubica (hr) et Boris Milošević (hr) |
| 16 janvier 2021 21h30 | Lier (en), Milosevic (en) 7 | (13 – 17) | Sander Sagosen 11 | Handball Hall, Ville du 6 Octobre Arbitrage : Matija Gubica (hr) et Boris Milošević (hr) |
| 16 janvier 2021 21h30 | ×1 ×6                       | Rapport   | ×1 ×3             | Handball Hall, Ville du 6 Octobre Arbitrage : Matija Gubica (hr) et Boris Milošević (hr) |

| 18 janvier 2021 19h00 | France        | 25 – 24   | Suisse         | Handball Hall, Ville du 6 Octobre Arbitrage : Lopez Grillo Julian et Lenci Sebastian |
| 18 janvier 2021 19h00 | Kentin Mahé 7 | (14 - 14) | Andy Schmid 10 | Handball Hall, Ville du 6 Octobre Arbitrage : Lopez Grillo Julian et Lenci Sebastian |
| 18 janvier 2021 19h00 | ×1 ×3         | Rapport   | ×1 ×5          | Handball Hall, Ville du 6 Octobre Arbitrage : Lopez Grillo Julian et Lenci Sebastian |

### Tour principal
|   | Équipe   | Pts | J | G | N | P | Bp  | Bc  | Diff |
| - | -------- | --- | - | - | - | - | --- | --- | ---- |
| 1 | France   | 10  | 5 | 5 | 0 | 0 | 142 | 123 | 19   |
| 2 | Norvège  | 8   | 5 | 4 | 0 | 1 | 155 | 137 | 18   |
| 3 | Portugal | 6   | 5 | 3 | 0 | 2 | 135 | 132 | 3    |
| 4 | Suisse   | 4   | 5 | 2 | 0 | 3 | 125 | 131 | -6   |
| 5 | Islande  | 2   | 5 | 1 | 0 | 4 | 139 | 132 | 7    |
| 6 | Algérie  | 0   | 5 | 0 | 0 | 5 | 116 | 157 | -41  |

| 20 janvier 2021 16h30 | Suisse        | 20 – 18  | Islande              | Handball Hall, Ville du 6 Octobre Arbitrage : Robert Schulze et Tobias Tönnies |
| 20 janvier 2021 16h30 | Andy Schmid 6 | (10 – 9) | Ólafur Guðmundsson 4 | Handball Hall, Ville du 6 Octobre Arbitrage : Robert Schulze et Tobias Tönnies |
| 20 janvier 2021 16h30 | ×2 ×5         | Rapport  | ×2 ×1                | Handball Hall, Ville du 6 Octobre Arbitrage : Robert Schulze et Tobias Tönnies |

| 22 janvier 2021 16h30 | Suisse         | 29 – 33   | Portugal          | Handball Hall, Ville du 6 Octobre Arbitrage : Andreu Garcia, Ignacio Marin |
| 22 janvier 2021 16h30 | Andy Schmid 11 | (15 – 17) | Victor Iturriza 7 | Handball Hall, Ville du 6 Octobre Arbitrage : Andreu Garcia, Ignacio Marin |
| 22 janvier 2021 16h30 | ×4             | Rapport   | ×1 ×3             | Handball Hall, Ville du 6 Octobre Arbitrage : Andreu Garcia, Ignacio Marin |

| 24 janvier 2021 16h30 | Algérie      | 24 – 27   | Suisse        | Handball Hall, Ville du 6 Octobre Arbitrage : Julian Grillo, Sebastian Lenci |
| 24 janvier 2021 16h30 | Ayoub Abdi 6 | (13 – 15) | Andy Schmid 9 | Handball Hall, Ville du 6 Octobre Arbitrage : Julian Grillo, Sebastian Lenci |
| 24 janvier 2021 16h30 | ×1 ×4        | Rapport   | ×1 ×2         | Handball Hall, Ville du 6 Octobre Arbitrage : Julian Grillo, Sebastian Lenci |

## Statistiques et récompenses

### Buteurs
Andy Schmid est le 6e meilleur buteur de la compétition.
| Rang  | Joueur                    | Tot. | Tirs | %     | MJ | Moy. |
| ----- | ------------------------- | ---- | ---- | ----- | -- | ---- |
| 1     | Andy Schmid               | 44   | 80   | 55 %  | 6  | 7,3  |
| 2     | Cédric Tynowski           | 21   | 28   | 75 %  | 6  | 3,5  |
| 3     | Alen Milosevic (en)       | 20   | 28   | 71 %  | 6  | 3,3  |
| 4     | Marvin Lier (en)          | 17   | 19   | 89 %  | 6  | 2,8  |
| 5     | Roman Sidorowicz          | 17   | 27   | 63 %  | 6  | 2,8  |
| 6     | Lenny Rubin               | 17   | 37   | 46 %  | 6  | 2,8  |
| 7     | Nicolas Raemy (en)        | 8    | 19   | 42 %  | 6  | 1,3  |
| 8     | Nikola Portner            | 2    | 2    | 100 % | 6  | 0,3  |
| 9     | Samuel Röthlisberger (en) | 2    | 2    | 100 % | 6  | 0,3  |
| 10    | Samuel Zehnder            | 2    | 3    | 67 %  | 6  | 0,3  |
| 11    | Jonas Schelker            | 2    | 5    | 40 %  | 3  | 0,7  |
| 12    | Mehdi Ben Romdhane        | 1    | 6    | 17 %  | 5  | 0,2  |
| Total | Total                     | 153  | 256  | 60 %  | 6  | 25,5 |

### Gardiens de but
| N°    | Nom                 | %    | Arrêts | Tirs | MJ | Moy. |
| ----- | ------------------- | ---- | ------ | ---- | -- | ---- |
| 1     | Nikola Portner      | 32 % | 54     | 167  | 6  | 9    |
| 2     | Aurel Bringolf (en) | 24 % | 11     | 46   | 6  | 1,8  |
| Total | Total               | 30 % | 66     | 222  | 6  | 11   |